# Казакевич, Александр Владимирович
Алекса́ндр Влади́мирович Казаке́вич (1 октября 1950 — 21 августа 2016) — советский и российский военный деятель, лауреат Государственной премии СССР, премии Правительства Российской Федерации в области науки и техники, Почётный геодезист, полковник.
На протяжении двадцати лет (с 1989 по 2009 год) являлся бессменным руководителем 38-го ордена Трудового Красного Знамени Центрального аэрофототопографического отряда (ныне 946-й Главный центр геопространственной информации МО РФ) — ведущего предприятия топографической службы Вооружённых сил Российской Федерации.

## Биография
Родился 1 октября 1950 года в посёлке Узда, Минской области, Белорусской ССР.
В 1971 году окончил Ленинградское военно-топографическое училище имени генерала армии Антонова.
В 1978 году после учёбы на геодезическом факультете военно-инженерной академии имени В. В. Куйбышева был распределён для прохождения службы в подмосковный город Ногинск — в 38-й Центральный аэрофототопографический отряд (в/ч 43651).
С 1978 по 1988 год прошёл путь от начальника отделения стереофотограмметрической части до заместителя командира отряда. С 1989 года — командир 38-го ордена Трудового Красного Знамени Центрального аэрофототопографического отряда.
За время руководства отрядом внёс большой вклад в развитие инфраструктуры города Ногинска. Под его патронажем в городе построено 11 многоквартирных домов для расселения военнослужащих и гражданского персонала, а также иных жителей Ногинского района. Воинская часть была оснащена современными техническими средствами по созданию электронных карт в интересах Вооруженных Сил, организовано международное военное сотрудничество с несколькими государствами.
В разное время возглавляемая Казакевичем топографическая часть принимала участие в происходивших военных конфликтах. Её офицеры часто выезжали на театры военных действий для сбора и обработки топогеодезической информации. Прошедшие своевременное обновление бумажные и электронные карты местностей попадали в войска и широко использовались при проведении боевых операций и учений. В своей работе отряд напрямую взаимодействовал с Роскартографией, что давало возможность применения его продукции в отраслях народного хозяйства.
Поддерживал тесные отношения с руководством Военно-топографического управления Генерального штаба, благодаря чему отряд всегда получал первоочередное финансирование на осуществление своей деятельности. Даже в сложные годы Сердюковских реформ конца 2000-х годов, когда были расформированы многие воинские формирования, 38-му отряду удалось отстоять и сохранить 75 % своего производственного и кадрового потенциала.
В 2009 году полковник А. В. Казакевич вышел в отставку, жил в Ногинске.
Умер 21 августа 2016 года. Похоронен на Ногинском городском кладбище (уч. 21).

## Награды и звания
Премии:
- Лауреат Государственной премии СССР — за личный вклад в решение оборонных задач;
- Лауреат премии Правительства Российской Федерации в области науки и техники.

Ордена, медали и знаки:
- Орден «За службу Родине в Вооружённых Силах СССР» III степени;
- Орден «За военные заслуги»;
- Медаль «60 лет Вооружённых Сил СССР»;
- Медаль «70 лет Вооружённых Сил СССР»;
- Медаль «За укрепление боевого содружества»;
- Медаль «За безупречную службу» I, II и III степени;
- Памятный знак «200 лет Военно-топографическому управлению Генерального штаба»;
- Знак Губернатора Московской области «За ратную службу».

Почётные звания:
- Звание «Почётный геодезист»[5].

## Память
- 30 декабря 2016 года в городе Ногинске, на территории 38-го ордена Трудового Красного Знамени Центрального аэрофототопографического отряда, полковнику Казакевичу Александру Владимировичу была открыта мемориальная доска[6].